# Footon-Servetto/2010
Deze pagina geeft een overzicht van de Spaanse wielerploeg Footon-Servetto-Fuji in 2010.

## Algemeen
UCI-afkorting: FOT
Algemeen manager: Mauro Gianetti
Ploegleiders: Joxean Fernández, Stefano Zanini, Daniele Nardello, Sabino Angoita
Classificatie : UCI ProTour
Fietsmerk: Fuji Bikes
Land: Spanje

## Renners
| Naam                      | Geboortedatum | Nationaliteit       | Ploeg 2009                        |
| ------------------------- | ------------- | ------------------- | --------------------------------- |
| José Alberto Benitez      | 14-11-1981    | Spanje              |                                   |
| Matthias Brändle          | 07-12-1989    | Oostenrijk          | Elk Haus-Simplon                  |
| Eros Capecchi             | 13-06-1986    | Italië              |                                   |
| Ermanno Capelli           | 09-05-1985    | Italië              |                                   |
| Manuel Cardoso            | 07-04-1983    | Portugal            | Liberty Seguros Continental       |
| Vidal Celis               | 21-08-1982    | Spanje              | Barbot-Siper                      |
| Gianpaolo Cheula          | 23-05-1979    | Italië              | Team Barloworld                   |
| Marco Corti               | 02-04-1986    | Italië              | Team Barloworld                   |
| Daniel Diaz               | 07-07-1989    | Argentinië          |                                   |
| Arkaitz Durán             | 18-05-1986    | Spanje              |                                   |
| Markus Eibegger           | 16-10-1984    | Oostenrijk          | Elk Haus-Simplon                  |
| Tom Faiers                | 19-05-1987    | Verenigd Koninkrijk | Beloften                          |
| Fabio Felline             | 29-03-1990    | Italië              | Beloften                          |
| Noé Gianetti              | 06-10-1989    | Zwitserland         | Beloften                          |
| David Gutiérrez Gutiérrez | 02-04-1982    | Spanje              | Beloften                          |
| David Gutiérrez Palacios  | 28-07-1987    | Spanje              | Beloften                          |
| Ran Margaliot             | 18-07-1988    | Israël              |                                   |
| Enrique Mata              | 15-06-1985    | Spanje              | Burgos Monumental-Castilla y Leon |
| Iban Mayoz                | 30-09-1981    | Spanje              | Xacobeo-Galicia                   |
| Pedro Merino              | 08-07-1987    | Spanje              | Beloften                          |
| Michele Merlo             | 07-08-1984    | Italië              | Team Barloworld                   |
| Martin Pedersen           | 15-04-1983    | Denemarken          | Capinordic                        |
| Aitor Pérez               | 24-07-1977    | Spanje              | Murcia-Contentpolis AMPO          |
| Rafael Valls              | 25-06-1987    | Spanje              |                                   |
| David Vitoria             | 15-10-1984    | Zwitserland         | Rock Racing                       |
| Johnnie Walker            | 17-03-1987    | Australië           | Trek-Marco Polo Cycling Team      |

## Belangrijke overwinningen
| Tour Down Under 3e etappe: Manuel Cardoso Omloop van Lotharingen 2e etappe: Fabio Felline 3e etappe: Fabio Felline Eindklassement: Fabio Felline | Ronde van Navarra 2e etappe: Daniel Diaz 3e etappe: Daniel Diaz |  |

2004 · 2005 · 2006 · 2007 · 2008 · 2009 · 2010 · 2011
AG2R-La Mondiale · Astana · Caisse d'Epargne · Euskaltel-Euskadi · Footon-Servetto-Fuji · Française des Jeux · Team Garmin-Transitions · Team HTC-Columbia · Katjoesja · Lampre-Farnese Vini · Liquigas-Doimo · Team Milram · Omega Pharma-Lotto · Quick·Step · Rabobank · Team RadioShack · Team Saxo Bank · Team Sky